# Passakorn Suwannawat
Passakorn Suwannawat (thailändisch ภาสกร สุวรรณวัฒน์, Spitzname Korn [thailändisch กร]; * 1. Mai 1986 in Nakhon Pathom) ist ein thailändischer Snookerspieler, der zwischen 2006 und 2014 insgesamt vier Saisons lang auf der professionellen Snooker Main Tour spielte. In dieser Zeit erreichte er unter anderem das Viertelfinale des Paul Hunter Classic 2011; als Amateur gewann er die Asienmeisterschaft 2011 und die U21-Asienmeisterschaft 2006.

## Karriere
Geboren in zentralthailändischen Großstadt Nakhon Pathom, begann Passakorn im Alter von 14 Jahren mit dem Snooker. Zu seinen Trainern gehörten unter anderem Tai Pichit und Sakchai Sim Ngam. 2003 nahm seine Karriere mit dem Gewinn der thailändischen U20-Meisterschaft Fahrt auf. Zwei Jahre später erreichte er das Achtelfinale der U21-Asienmeisterschaft. Ein Jahr danach feierte beim gleichen Turnier mit dem Titelgewinn seinen Durchbruch, der ihm auch einen Startplatz auf der nächsten Saison der Snooker Main Tour einbrachte. Ohne vorher jemals Erfahrung bei Profiturnieren gesammelt zu haben, schied der junge Thailänder in seiner Debütsaison bei allen Turnieren früh aus, konnte aber zumindest einzelne Qualifikationsspiele gewinnen. Sein bestes Ergebnis erzielte bei der Snookerweltmeisterschaft 2007, bei der mit zwei Siegen bis unter die letzten 64 Spieler und damit in die vorletzte Qualifikationsrunde des prestigeträchtigsten Turnieres kam. Trotzdem kam er auf der Snookerweltrangliste nur bis auf Platz 81 und verpasste damit die Qualifikation für die nächste Saison. Zurück auf der Amateurebene erreichte Passakorn 2008 das Halbfinale der thailändischen Meisterschaft, tat sich sonst aber vor allem bei internationalen Meisterschaften hervor. Ein Achtungserfolg gelang ihm bereits bei der Amateurweltmeisterschaft 2007, als er mit Siegen über mehrere andere Ex-Profispieler das Finale erreichte. Allerdings verpasste er den Titelgewinn durch eine Niederlage gegen seinen Landsmann Atthasit Mahitthi.
Drei Jahre später stand er im Halbfinale der Asienmeisterschaft 2010. Daraufhin erhielt er zwei Einladungen zu professionellen Turnieren, wo er bei der 6-Red World Championship sogar bis ins Achtelfinale kam. 2011 wurde er thailändischer Vize-Meister im Six-Red-Snooker, nebenher spielte er auf regionaler Ebene auch Poolbillard. Im selben Jahr konnte er schließlich mit einem Sieg über Aditya Mehta die Asienmeisterschaft gewinnen, wodurch er sich wieder für die professionelle Main Tour qualifizierte. 2011 hatte sich das Gesicht der Profitour im Vergleich zu Passakorns erster Profizeit deutlich gewandelt. Nach den Reformen von Barry Hearn ab 2010 war die Höhe der Preisgelder und die Zahl der Preisgelder gestiegen, vor allem die zusätzlichen Turniere der Players Tour Championship (PTC) boten auch neuen Profispielern die Möglichkeit, Spielpraxis zu sammeln. Auf der PTC 2011/12 gehörte so auch Passakorn zu den regelmäßigen Teilnehmern, zweimal kam er unter die letzten 32, beim Paul Hunter Classic sogar ins Viertelfinale. Bei den „klassischen“ Profiturnieren konnte er wie schon 2006 zwar nie den großen Durchbruch erzielen, gewann aber immerhin regelmäßig einzelne Spiele. Beim Shanghai Masters kam er in die Runde der letzten 48 und damit sogar in die finale Qualifikationsrunde, verpasste aber letztlich den Einzug in die Hauptrunde. Dieses Ergebnis war das beste, das er während seiner Karriere bei einem Ranglistenturnier jemals erzielen konnte. Auf der Weltrangliste zeitweise auf Platz 68 geführt, beendete er die Saison auf Rang 77 und verpasste so wie schon bei seinem ersten Anlauf 2006/07 die direkte Qualifikation für die nächste Saison.
Im Gegensatz zu damals gelang es Passakorn diesmal, über die Order of Merit der PTC seine Profizeit mit einer weiteren Startberechtigung unmittelbar zu verlängern. Dank einer Modusänderung sicherte sich Passakorn nun sogar gleich zwei weitere Saisons auf einmal. Die nächsten beiden Saisons waren jedoch von einer konstanten Formverschlechterung geprägt. Im Laufe der Saison 2012/13 gelangen dem Thailänder immerhin noch einzelne Siege, während der nächsten Spielzeit gewann er kein einziges Spiel mehr. Für Aufregung sorgte besonders seine 4:5-Niederlage gegen Mohamed Khairy beim Shanghai Masters, da ungewöhnlich viele und hohe Wetten auf genau dieses Ergebnis abgeschlossen worden waren, zumal Khairy noch nie zuvor ein Profispiel hatte gewinnen können. Der professionelle Weltverband startete zwar eine Untersuchung, konnte aber keine Beweise finden, dass Passakorn in Verbindung mit den ungewöhnlichen Wettmustern stehen würde. Nur kurz nach dem Shanghai Masters zog er sich vom Profisnooker zurück und bestritt keine weiteren Partien mehr. Mitte 2014 verlor Passakorn schließlich, gerade einmal auf Rang 111 der Weltrangliste geführt, seinen Profistatus wieder. Nach einigen Jahren Pausen machte Passakorn Ende der 2010er zunächst im Six-Red-Snooker wieder auf sich aufmerksam; unter anderem gewann er 2018 die 6-Red-Amateurweltmeisterschaft und konnte 2019 das Achtelfinale der professionellen 6-Red World Championship erreichen. Nach und nach zeigte er auch bei internationalen Meisterschaften im normalen Snooker wieder gute Ergebnisse und gewann unter anderem im Snooker-Einzel eine Bronzemedaille bei den Südostasienspielen 2021. Im Team gewann er zusammen mit Thanawat Tirapongpaiboon den IBSF World Team Cup 2018.

## Erfolge (Auswahl)
Einzel
| Ausgang         | Jahr | Turnier                              | Finalgegner              | Ergebnis  |
| --------------- | ---- | ------------------------------------ | ------------------------ | --------- |
| Amateurturniere |      |                                      |                          |           |
| Sieger          | 2003 | Thailändische U20-Meisterschaft      | unbekannt                | unbekannt |
| Sieger          | 2006 | ACBS U21-Snookerasienmeisterschaft   | Kobkit Palajin           | 6:4       |
| Zweiter         | 2007 | IBSF-Snookerweltmeisterschaft        | Atthasit Mahitthi        | 7:11      |
| Zweiter         | 2011 | Thailändische Six-Red-Meisterschaft  | Somchai Kawsamran        | 5:7       |
| Sieger          | 2011 | ACBS-Snookerasienmeisterschaft       | Aditya Mehta             | 6:2       |
| Sieger          | 2018 | IBSF 6-Red-Snooker-Weltmeisterschaft | Thanawat Tirapongpaiboon | 6:2       |

Team
| Ausgang | Jahr | Turnier             | Teamkameraden            | Finalgegner             | Ergebnis |
| ------- | ---- | ------------------- | ------------------------ | ----------------------- | -------- |
| Sieger  | 2018 | IBSF World Team Cup | Thanawat Tirapongpaiboon | Lee Tsz Ho Chau Hon Man | 5:2      |